# 弗兰克·普卢默
弗兰克·普卢默（英語：Francis Allan Plummer，1952年10月2日—2020年2月4日）是一名加拿大科学家。致力于艾滋病研究，是传染病方面公认的专家，他的工作影响了加拿大及国外的公共卫生政策。生前任职于曼尼托巴大学、国家微生物实验室（NML）和加拿大公共卫生部。

## 生平
1984年至2000年，普卢默在肯尼亚的内罗毕研究性传播疾病。在肯尼亚期间，他的研究描述了艾滋病相关的流行病学。在国家微生物实验室（NML）期间, 他领导了加拿大实验室应对SARS和H1N1防治工作，并监督了埃博拉疫苗的研制。普卢默博士去世前正在研究一种艾滋病疫苗。

## 死因
妻子Jo Kennelly在推特上透露，他死于心脏病发作。

## 荣誉
2006年获得加拿大勋章。2009年，获得马尼托巴勋章（Order of Manitoba）以表彰其在全球卫生事业中做出的贡献。2012年，加拿大皇家学会的麦克劳克林奖章（McLaughlin Medal）。2014年，获得基拉姆艾滋病研究奖（Killam Prize）。2016年，获得加拿大盖尔德纳·怀特曼奖（Canada Gairdner Wightman Award）。此外他也有还有卡尔加里大学、麦克马斯特大学以及温莎大学的荣誉学位。